# Jornada de vuit hores

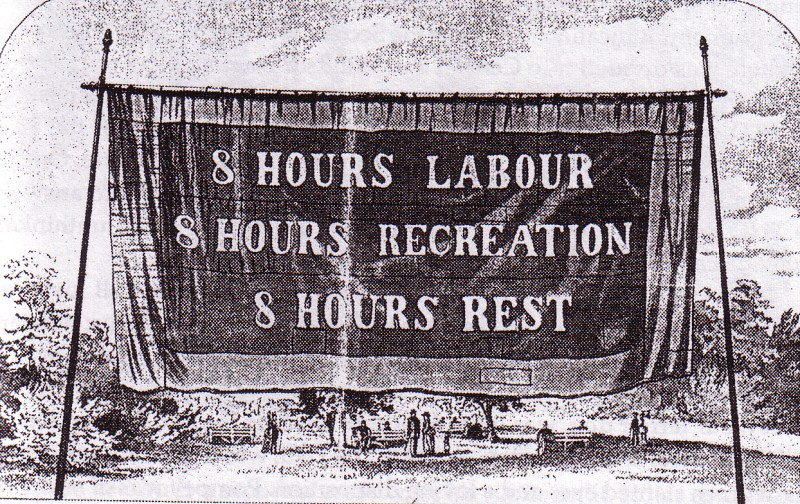
Pancarta exigint la jornada de treball màxima de 8 hores, Melbourne, 1856

La jornada de vuit hores (en anglès Eight-hour day) fa referència a la reivindicació del moviment obrer per la reducció de la jornada de treball i l'establiment de les vuit hores de treball diàries o 40 hores a la setmana, també conegut com el moviment per la jornada reduïda (en anglès Short-Time Working), que va tenir el seu origen en les penoses condicions de treball de la Revolució Industrial a Gran Bretanya a mitjan segle xviii.

## La jornada laboral en la revolució industrial
Com a antecedent molt notable, a Espanya el 1593, Felip II va establir, per un Edicte Reial, la jornada de vuit hores: «Tots els obrers de les fortificacions i les fàbriques treballaran vuit hores al dia, quatre al matí i quatre a la tarda; les hores seran distribuïdes pels enginyers segons el temps més convenient, per evitar als obrers l'ardor del sol i permetre'ls tenir cura de la seva salut i la seva conservació, sense que faltin als seus deures» (Llei VI de l'Ordenança d'Instrucció de 1593). Aquestes mateixes condicions laborals es van aplicar també als indígenes americans, que comptaven amb una legislació pròpia i s'organitzaven en «repúbliques d'indis» on elegien ells els seus alcaldes, excepte aquells que treballaven a les mines, la jornada de les quals es reduïa a set hores.
Durant la Revolució industrial la producció en grans fàbriques va transformar la vida laboral tradicional, tant de la mà d'obra d'origen rural com gremial, imposant llargues jornades i condicions de treball properes a l'esclavitud. No s'aplicava la regulació, establerta des de 1496 a Gran Bretanya, segons la qual la jornada de treball durava com a màxim 15 hores, des de les 5 del matí, fins a les 8 de la nit. Les condicions de treball sense regulació ni control deterioraven la salut, el benestar i la moral dels treballadors. Llavors l'ús de treball infantil era comú.
| « | ...a les 2, a les 3, a les 4 del matí, es treuen per força dels seus bruts llits nens de 9 a 10 anys i se'ls obliga a treballar per guanyar-se una miserable manutenció fins a les 10, les 11 i les 12 de la nit... | » |

## Moviment per la reducció de la jornada laboral
Des de 1810, Robert Owen va difondre la idea que la qualitat del treball d'un obrer té una relació directament proporcional amb la qualitat de vida d'aquest, per la qual cosa per qualificar la producció de cada obrer, és indispensable brindar millores a les àrees de salaris, habitatge, higiene i educació; prohibir del treball infantil i determinar una quantitat màxima d'hores de treball, de deu hores i mitja, per començar. Per 1817 va formular l'objectiu de la jornada de vuit hores i va encunyar el lema de vuit hores de treball, vuit hores d'esbarjo, de vuit hores de descans.
El moviment cartista, iniciat cap a 1838 va presentar el 2 de maig de 1842 al parlament anglès un conjunt de propostes entre les quals es destacava la reducció i limitació de la jornada laboral. El 8 de juny de 1847, a Anglaterra, una llei del govern de Lord John Russell va concedir a dones i nens la jornada de deu hores. Tots els obrers francesos van conquistar la jornada de 12 hores després de la revolució de febrer de 1848.
L'Associació Internacional dels Treballadors va definir com a reivindicació central la jornada de vuit hores, a partir del seu Congrés de Ginebra a l'agost de 1866, declarant que la limitació legal de la jornada de treball era una condició prèvia sense la qual fracassarien tots els altres intents de millores i l'emancipació mateixa de la classe obrera. S'estimava com «una gran disputa entre la dominació cega exercida per les lleis de l'oferta i la demanda, contingut de l'economia política burgesa, i la producció social controlada per la previsió social, contingut de l'economia política de la classe obrera» Aquesta decisió va contribuir decisivament a generalitzar al món una lluita que ja era avançada pels treballadors de diversos països.
Als Estats Units la jornada laboral estava fixada en 18 hores. A Filadèlfia, els fusters es van declarar en vaga el 1791 per la jornada de deu hores. Des de 1829 s'havia format un moviment per sol·licitar a la legislatura de Nova York la jornada de vuit hores. Para 1830 la reducció de la jornada laboral s'havia convertit en una demanda generalitzada. El 16 d'agost de 1866 el Congrés Obrer General, a Baltimore va declarar com a primera i més important exigència dels treballadors, «la promulgació d'una llei fixant en vuit hores per tots els Estats Units la jornada normal de treball». La Federació Nord-americana del Treball, al seu quart congrés, realitzat el 17 d'octubre de 1884, havia resolt que des de l'1 de maig de 1886 la durada legal de la jornada de treball hauria de ser de vuit hores. Declararien la vaga si no s'obtenia aquesta reivindicació i recomanaven a totes les unions sindicals que tractessin de fer promulgar lleis en aquest sentit en les seves jurisdiccions. Aquesta resolució va despertar l'interès de les organitzacions, que veien la possibilitat d'obtenir més llocs de treball amb la jornada de vuit horesi i per conseqüència reduir l'atur.
Així, el 1886, el president Andrew Johnson va promulgar l'anomenada Llei Ingersoll, que va establir la jornada de vuit hores, encara que amb clàusules que permetien augmentar-la a 14 i 18 hores. Així i tot, a causa de la falta de compliment de la Llei Ingersoll, les organitzacions laborals i sindicals es van mobilitzar per fer-la complir. La premsa conservadora qualificava el moviment com a «indignant i irrespectuós», «deliri de llunàtics poc patriotes», i pretenia que era «el mateix que demanar que es pagui un salari sense complir cap hora de treball». El primer de maig de 1886, 200.000 treballadors van iniciar la vaga mentre que uns altres 200.000 van conquistar les vuit hores amb la simple amenaça de parar. A Chicago on les condicions dels treballadors eren molt pitjor que a altres ciutats del país les mobilitzacions van seguir els dies 2 i 3 de maig, donant lloc el dia 4 a la Revolta de Haymarket, recordada internacionalment amb la celebració del Primer de Maig.
A la fi de maig de 1886 diversos sectors patronals nord-americans van accedir a atorgar la jornada de vuit hores a diversos centenars de milers d'obrers. L'èxit va ser tal, que la Federació de Gremis i Unions Organitzades va expressar el seu goig amb aquestes paraules: «Mai en la història d'aquest país hi ha hagut un aixecament tan general entre les masses industrials. El desig d'una disminució de la jornada de treball ha impulsat a milions de treballadors a afiliar-se a les organitzacions existents, quan fins ara havien romàs indiferents a l'agitació sindical».
A Austràlia la lluita per les vuit hores es va lliurar àmpliament des de 1855 i la jornada de vuit hores es va establir en el sector de la construcció des de 1858, però solament es va generalitzar gradualment al país.
A Espanya, el moviment va esclatar a Barcelona a La Canadenca el febrer de 1919. Després de 44 dies d'aturades organitzades per la CNT Álvaro de Figueroa, conegut com el comte de Romanones, el 3 d'abril va signar el «Decret de la jornada de vuit hores». Va ser la vaga general més massiva que mai hagi viscut Barcelona. Espanya va ser el segon país del món per introduir per decret la jornada de vuit hores.
A Amèrica Llatina la demanda de la reducció de la jornada laboral va ser enarborada pels treballadors en nombroses vagues, fins a aconseguir durant les primeres dècades del segle XX l'aprovació de lleis laborals que van disposar la jornada de vuit hores. Així, per exemple, l'article 123 de la Constitució mexicana de 1917 va establir les 8 hores.
Actualment la defensa de la jornada de vuit hores per als treballadors, depèn de la lluita contra les diferents formes de disfressar la relació laboral, mitjançant contractes de serveis, honoraris o obres, que amb sistemes de pagament a preu fet, per tasques, peces o pes i amb la terciarització, eludeixen l'aplicació de les normes laborals vigents en gairebé tots els països i aconsegueixen de fet imposar jornades de treball indefinides.

## Evolució històrica de la reducció de la jornada de treball
| Any  | Població   | Població ocupada | Hores treballador any | Hores treballador setmana | Hores treballador dia | Productivitat hora de treball (dòlars 1990) | PIB per càpita (dòlars 1990) |
| ---- | ---------- | ---------------- | --------------------- | ------------------------- | --------------------- | ------------------------------------------- | ---------------------------- |
| 1785 | 12.681.000 | 4.915.000        | 3.000                 | 62                        | 11                    | 1,29                                        | 1.505                        |
| 1820 | 19.832.000 | 6.884.000        | 3.000                 | 62                        | 11                    | 1,69                                        | 1.756                        |
| 1870 | 29.312.000 | 12.285.000       | 2.984                 | 61                        | 10,9                  | 2,64                                        | 3.297                        |
| 1913 | 42.622.000 | 18.566.000       | 2.624                 | 53                        | 10                    | 4,40                                        | 5.032                        |
| 1950 | 50.363.000 | 22.400.000       | 1.958                 | 40                        | 8                     | 7,86                                        | 6.847                        |
| 2000 | 58.670.000 | 27.200.000       | 1.489                 | 30                        | 6                     | 28,71                                       | 19.817                       |

El concepte històric contemporani de jornada de treball va de la mà de la industrialització de la producció durant la revolució industrial i la conversió del treball humà en força de treball, com un factor de producció que passa a formar part d'una economia de mercat amb la teoria del valor-treball dels economistes clàssics (Adam Smith, David Ricardo, Karl Marx).
En la Taula 1 pot apreciar-se l'evolució de les hores de treball per any, setmana i dia per persona al Regne Unit des de 1785 a l'any 2000. En aquest país s'ha passat en uns dos cents anys de 3.000 hores anuals a 1.489, pràcticament la meitat; d'igual manera ha descendit l'horari setmanal i diari, si bé amb l'advertiment que els dies anuals no treballats han anat augmentat i, alhora, han disminuït els dies laborals setmanals, des de sis dies, en alguns casos des de set, fins a cinc els dies laborals. Pot apreciar-se un constant increment de la productivitat per hora treballada i PIB per capita i la seva explosió des dels anys 1950 fins als 2000 període en el qual s'ha quadruplicat i triplicat respectivament.